# Victory Road (jeu vidéo)
Victory Road (Dogosoken au Japon) est un jeu vidéo de type run and gun développé et édité par SNK, sorti en 1986 sur borne d'arcade (sur le système Psycho Soldier),,,.

## Portage
Consoles
- Famicom (1988, Ikari Warriors 2: Victory Road)

Ordinateur
- ZX Spectrum (1988)
- Amstrad CPC (1988, Victory Road: The Pathway to fear)
- Commodore 64 (1988)
- Amiga (1989)
- Atari ST (1989)
- Apple II

## Série
1. Ikari Warriors (Ikari Warriors, 1986)
2. Victory Road
3. Ikari III: The Rescue (68K Based, 1989)